# Coto (Costa Rica)
Pueblo Nuevo de Coto, o simplemente Coto, es un localidad del cantón de Corredores en la provincia de Puntarenas, República de Costa Rica. Es conocida por haberse producido en sus alrededores (río Coto) la guerra de Coto en febrero de 1921 entre Costa Rica y Panamá por la soberanía sobre esta región.